# Virginia Brown Faire

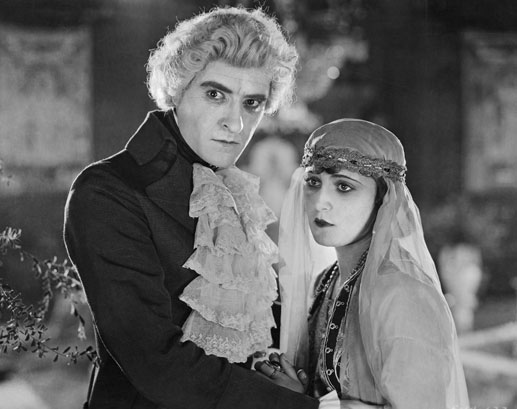
John Gilbert y Virginia Brown Faireen la película Monte Cristo, 1922

Virginia Brown Faire (26 de junio de 1904 – 30 de junio de 1980) fue una actriz norteamericana del cine mudo, que realizó su carrera principalmente en películas dramáticas y en los western.

## Biografía
Su verdadero nombre era Virginia Labuna, y nació en Brooklyn, Nueva York. Llegó a Hollywood en 1919 tras ganar el Motion Picture Classic Magazine's Fame and Fortune Contest.
Entre 1920 y 1935, la actriz actuó en unos cincuenta filmes. Su primer título de crédito data de la película de 1921 Fightin' Mad. Faire fue la protagonista junto a John Gilbert de Monte Cristo (1922). Fue seleccionada como una de las chicas WAMPAS Baby Stars en 1923 y actuó con Wallace y Noah Beery en Stormswept ese mismo año. Es sobre todo recordada por su papel de Campanita en el film de 1924 Peter Pan. En 1926 tuvo un pequeño papel en la película de Greta Garbo The Temptress (La tierra de todos). Faire también actuó en westerns junto a Hoot Gibson, Buck Jones, John Wayne, y Ken Maynard.
Superó la transición al cine sonoro, rodando una película de éxito bajo las órdenes de Frank Capra, The Donovan Affair (La sortija que mata) (1929), pero pronto tuvo que actuar en películas de bajo presupuesto.
Faire dejó Hollywood para ir a Chicago, Illinois, a finales de los años treinta. Trabajó en la radio y en varios filmes antes de retirarse a la costa oeste.
Estuvo casada, por lo menos en dos ocasiones. La primera de ellas fue con el actor Jack Daugherty, el 7 de febrero de 1927. Citando incompatibilidad, la pareja se separó en abril de 1928. Tras su separación, residió con su madre en Beverly Hills, California. 
Virginia Brown Faire falleció en 1980 en Laguna Beach, California.